# 대장 부리바 (2009년 영화)
대장 부리바(Taras Bulba)는 러시아 연방에서 제작된 블라디미르 보릇코 감독의 2009년 액션, 드라마, 전쟁 영화이다. 니콜라이 고골의 소설 《타라스 불바》를 기반으로 하여 제작되었다. 블라디미르 브도비첸코프 등이 주연으로 출연하였다.

## 출연

### 주연
- 블라디미르 브도비첸코프
- 미하일 보야르스키

### 조연
- 블라디미르 일린
- 보리스 크멜니츠키
- 리우보미라스 라우시아비시우스
- 마그데레나 미엘카즈
- 다니엘 올브리츠키
- 이고르 페트렌코
- 아다 로고브체바
- 보그단 스텁카
- 미셀 주라우스키

## 제작진
- 원작자: 니콜라이 고골